# Красуха (комплекс РЕБ)
Красуха — російське сімейство комплексів радіоелектронної боротьби (РЕБ). Розроблені Всеросійським Науково-дослідним інститутом «Градієнт» (Ростов-на-Дону), у виробництві та випробуваннях дослідного зразка брав участь новгородський завод «Квант», що входить до Концерну «Радіоелектронні технології» (КРЕТ). Серійне виробництво машин РЕБ ведеться Брянським електромеханічним заводом.

## Призначення
Прикриття командних пунктів, угруповань військ, засобів ППО, важливих промислових та адміністративно-політичних об'єктів. Комплекс аналізує тип сигналу та впливає на РЛС противника завадовим випромінюванням. Здійснюють придушення супутників-шпигунів, наземних радарів та авіаційних систем АВАКС.

## Історія створення
Розробка комплексів «Красуха» почалася в середині 1990-х років. Одночасно з комплексом 1РЛ257 «Красуха-4» розроблялася система 1Л269 «Красуха-2». Комплекси відрізняються один від одного складом застосовуваного обладнання («Красуха-2» виконана на аналоговому обладнанні, «Красуха-4» на цифровому), характеристиками та шасі, що застосовується. Комплекс «Красуха-2» монтується на чотириосному шасі БАЗ- 6910-022, «Красуха-4» — на чотириосному шасі заводу КамАЗ. Інформація, що дозволяє скласти докладний перелік відмінностей між комплексами, засекречена.
Державні випробування комплексів завершено у 2009 році.

## Початок експлуатації
Перші станції «Красуха-2» поставлені до Збройних сил Росії у 2012 році. Держоборонзамовлення 2014 року на постачання станцій «Красуха-2» виконано КРЕТ у жовтні 2014 року. У 2015 році було поставлено два комплекси.
Перший контракт на постачання п'яти серійних виробів «Красуха-4» було підписано 26 травня 2011 року. Другий державний контракт на виготовлення неуточненої кількості комплексів «Красуха-4» укладено за результатами закритого аукціону 23 квітня 2012 року вже з Концерном «Радіоелектронні технології». За аналогічною схемою 27 березня 2013 року з КРЕТом було укладено третій держконтракт на постачання комплексів «Красуха-4» у кількості 18 одиниць. Всього за 2012—2013 роки вироблено 10 комплексів «Красуха-4»

## Технічна інформація
Технічні подробиці комплексу засекречені. Стверджується, що можливості станції активних перешкод дозволяють ефективно боротися з усіма сучасними станціями радіолокації. За деякими даними, комплекс РЕБ «Красуха-4» здатний «глушити» як сигнал радіолокаційних станцій противника, а й радіоканали управління безпілотними літальними апаратами. За словами генерального директора Брянського електромеханічного заводу Федора Дмитрука, до складу комплексу «Красуха-2» входять три машини зі спеціальним обладнанням, а до складу «Красуха-4» — дві.

### Тактико-технічні характеристики
Дальність дії комплексу «Красуха-4» оцінюється в 150—300 кілометрів.

## Експортний варіант
Станція 1Л269 пропонується на експорт та була представлена на виставці КРЕТ у квітні 2013 року.

## Застосування
Повітряно-космічні сили РФ розгорнули в жовтні 2015 року систему «Красуха-4» на аеродромі Хмеймім під час російської інтервенції в Сирії. За версією «Незалежної газети», саме за допомогою комплексів РЕБ «Красуха» 17 квітня 2018 року в Сирії було збито деякі запущені за позиціями урядової армії американські крилаті ракети «Томагавк».
За версією «Російського Агентства новин», у жовтні 2020 року перекинутий на російську військову базу в Гюмрі комплекс РЕБ останньої модифікації «Красуха-4» збив на прилеглій до НКАО території Вірменії, під час війни 2020 року, дев'ять турецьких безпілотників.
У ході російської інтервенції в Україну українські війська захопили контейнерний командний пункт, який є частиною російської мобільної системи радіоелектронної боротьби «Красуха-4». Це сталося у вівторок, 22 березня, в районі селища Макарів на Київщині.